# John Banaszak
John Arthur Banaszak (Cleveland, 24 agosto 1950) è un ex giocatore di football americano statunitense che ha militato nel ruolo di defensive end nella National Football League (NFL) e nella United States Football League (USFL).

## Carriera
Banaszak giocò nella NFL per i Pittsburgh Steelers dal 1975 al 1981 vincendo tre Super Bowl, partendo come defensive end titolare nei Super Bowl XIII e XIV. In seguito militò nella United States Football League, vincendo un titolo come defensive end titolare con i Michigan Panthers nel 1983. L'ultima stagione in carriera la disputò con i Memphis Showboats nel 1985.

## Palmarès
- Super Bowl : 3

Pittsburgh Steelers: X, XIII, XIV
- American Football Conference Championship: 3

Pittsburgh Steelers: 1975, 1978, 1979
- Campione USFL: 1

Michigan Panthers: 1983